# Thion (departamento)
Thion é um departamento ou comuna da província de Gnagna no Burkina Faso. A sua capital é a cidade de Thion.
Em 1 de julho de 2018 tinha uma população estimada em 32291 habitantes.